# ميرفي براون
ميرفي براون (بالإنجليزية: Murphy Brown)‏ هو مسلسل كوميديا موقف تم إنتاجه في الولايات المتحدة. بدأ عرضه في سنة 1988 على سي بي إس. بلغ عدد مواسم المسلسل 10 مواسم، بلغ عدد حلقاته 247 حلقة، وتبلغ مدة الحلقة الواحدة 30 دقيقة. المسلسل من تأليف ديان إنغليش، تم بث المسلسل لأول مرة بتاريخ 14 نوفمبر 1988 بينما تم بث آخر حلقة منه بتاريخ 18 مايو 1998 بعد أن استمر لقرابة 10 أعوام. من بطولة كانديس بيرغن، فيث فورد وليلي توملن. فاز المسلسل بعدة جوائز.

## الجوائز
- جائزة إيمي لأفضل مسلسل كوميدي
- جائزة غولدن غلوب لأفضل مسلسل موسيقي أو كوميدي
- جائزة بيبودي

## روابط خارجية
- ميرفي براون على موقع IMDb (الإنجليزية)
- ميرفي براون على موقع ميتاكريتيك (الإنجليزية)
- ميرفي براون على موقع روتن توميتوز (الإنجليزية)
- ميرفي براون على موقع كينوبويسك (الروسية)
- ميرفي براون على موقع ألو سيني (الفرنسية)
- ميرفي براون على موقع قاعدة بيانات الفيلم (الإنجليزية)